# Trichiotinus obesulus
Trichiotinus obesulus är en skalbaggsart som beskrevs av Thomas Casey 1914. Trichiotinus obesulus ingår i släktet Trichiotinus och familjen Cetoniidae. Inga underarter finns listade i Catalogue of Life.